# Монастырёк (Винницкая область)
Монастырёк (укр. Монастирок) — село на Украине, находится в Винницком районе Винницкой области.
Код КОАТУУ — 0523083803. Население по переписи 2001 года составляет 268 человек. Почтовый индекс — 22801. Телефонный код — 4331.
Занимает площадь 1,19 км².

## История
Согласно Распоряжению Кабинета Министров Украины от 12 июня 2020 № 707-р «Об определении административных центров и утверждении территорий территориальных общин Винницкой области» село Монастырёк вошло в состав Немировской городской общины.
17 июля 2020 года, в результате административно-территориальной реформы и ликвидации Немировского района, село вошло в состав Винницкого района.

## Известные уроженцы
В селе родился украинский композитор и дирижёр Николай Дмитриевич Леонтович.